# Kalifornische Heckenkirsche
Die Kalifornische Heckenkirsche (Lonicera involucrata), auch Zwillingsbeere, Schwarzrote Heckenkirsche oder Behüllte Heckenkirsche genannt, ist eine im nördlichen und westlichen Nordamerika beheimatete Pflanzenart aus der Familie der Geißblattgewächse (Caprifoliaceae).

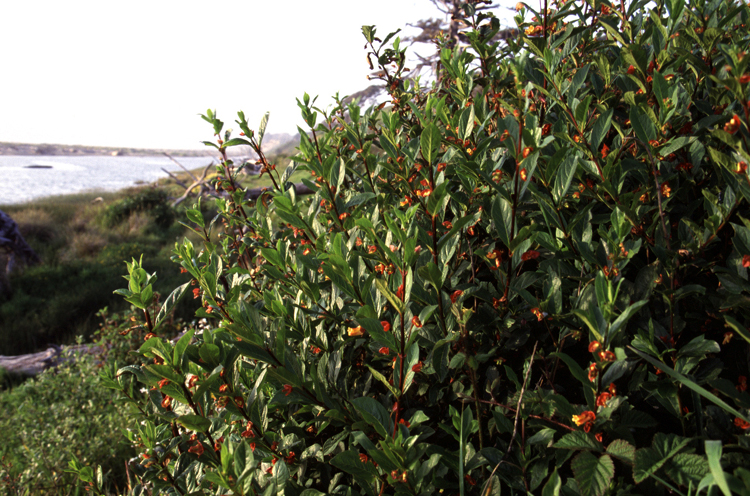
Strauch an der Humboldt Bay (natürliches Verbreitungsgebiet)

## Beschreibung
Die Kalifornische Heckenkirsche ist ein sommergrüner Strauch, der 0,5–5 Meter hoch werden kann. Die Zweige sind aufrecht, bei älteren Exemplaren im Freistand auch bogig überhängend. Die jungen Zweige sind grün, vierkantig und haben lange, behaarte Spitzen. Später verfärbt sich die Rinde rotbraun, bis sie schließlich hellbraun wird und sich in Streifen schält.
Die Blätter sind elliptisch bis oval, 3–14 cm lang und 2–8 cm breit; sie sind an den Rändern und auf der Unterseite behaart und haben eine charakteristische, spitz zulaufende Spitze. Sie sind gegenständig angeordnet.
Die Blüten sind je nach Varietät gelb oder rötlich angehaucht, röhrenförmig, behaart, 1–2 cm lang und zwittrig; sie erscheinen paarweise in den Blattachseln und werden von einem Paar rötlicher grundständiger Hüllblätter von 2–4 cm Durchmesser überragt.
Die als ungenießbar geltenden Früchte sind schwarze glänzende Zwillingsbeeren mit 6–12 mm Durchmesser, die jeweils mehrere kleine Samen enthalten.
Die Angaben zur Blüte- und Reifezeit in botanischen Werken oder in kommerziellen Pflanzensteckbriefen unterscheiden sich durch den fortschreitenden Klimawandel mittlerweile erheblich von den tatsächlichen Gegebenheiten; aktuelle phänologische Angaben sind im Pl@ntNet-Projekt zu finden.

### Varietäten
Es gibt zwei Varietäten:
- Lonicera involucrata var. involucrata: Blätter dünn; Blüten gelb; vorherrschende Varietät im größten Teil des Verbreitungsgebiets der Art, in Kalifornien nur in der Sierra Nevada.[3]

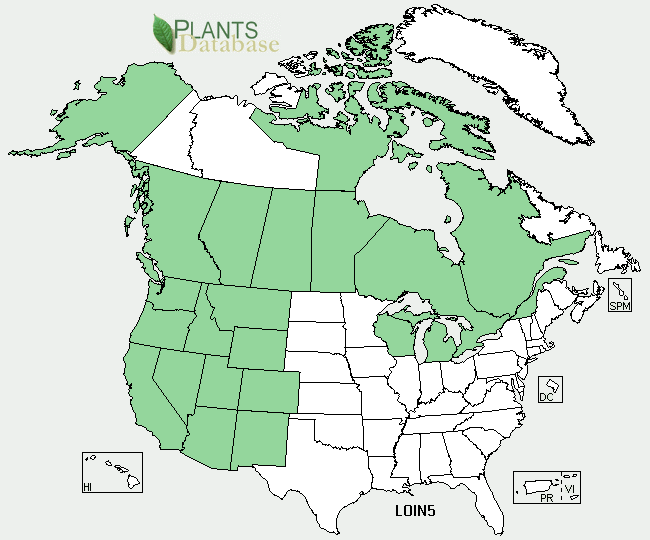
Natürliches Verbreitungsgebiet

- Lonicera involucrata var. ledebourii (Eschsch.) Jeps.: Blätter dick, lederartig; Blüten außen mehr oder minder orange bis rot angehaucht (je nach Sonnenexposition). Vorkommen an der kalifornischen Küste im gesamten Abschnitt ab Point Conception nordwärts sowie im südlichen Oregon.[4]

### Verbreitung und Lebensraum
Die Art kommt natürlich vom südlichen Alaska östlich über das boreale Kanada bis nach Québec und südlich durch den Westen der Vereinigten Staaten bis nach Kalifornien und nach Chihuahua im Nordwesten Mexikos vor. Sie wächst in Höhenlagen zwischen dem Meeresspiegel und 2900 m.
Sie wächst in feuchten, bewaldeten Gebieten, insbesondere auf Lichtungen und an den Rändern von Feuchtgebieten. Ihr Wetland Indicator Status ist FAC+, d. h. sie kommt mit gleicher Wahrscheinlichkeit in Feuchtgebieten und Nicht-Feuchtgebieten vor.

### Gefährdung
Während ihr Erhaltungszustand in den meisten Teilen ihres natürlichen Verbreitungsgebiets als gesichert gilt, wird die Kalifornische Heckenkirsche in Alaska und Manitoba als gefährdet und in Wisconsin als stark gefährdet eingestuft.

### Toxizität
Die Beeren sind wahrscheinlich ungenießbar und möglicherweise giftig, auch wenn manchmal etwas anderes behauptet wird. Die Ureinwohner der pazifischen Nordwestküste bezeichneten sie aus diesem Grund als „Monsternahrung“ und „Krähenbeere“.

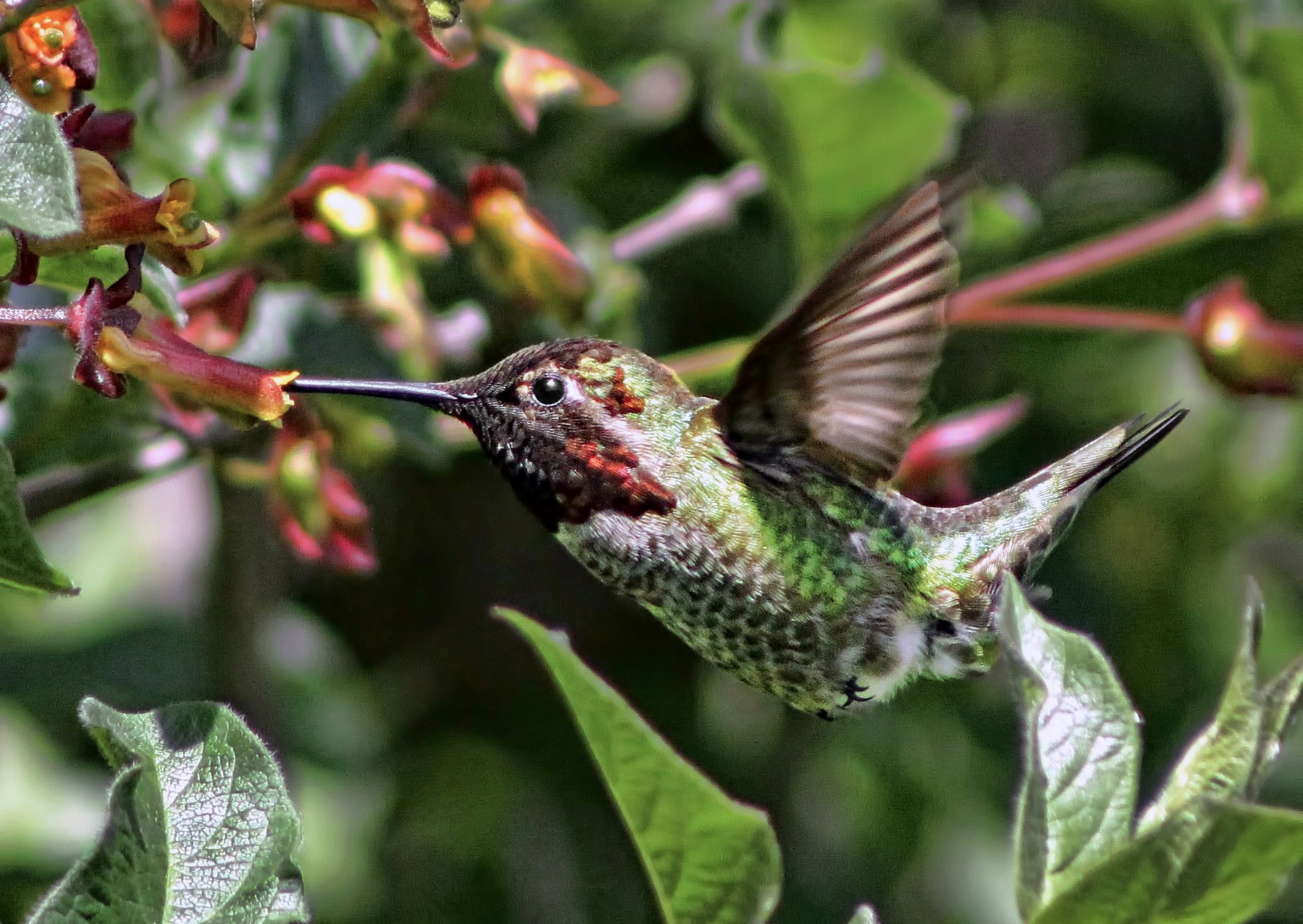
Nahrung für Kolibris (Arcata, Kalifornien)

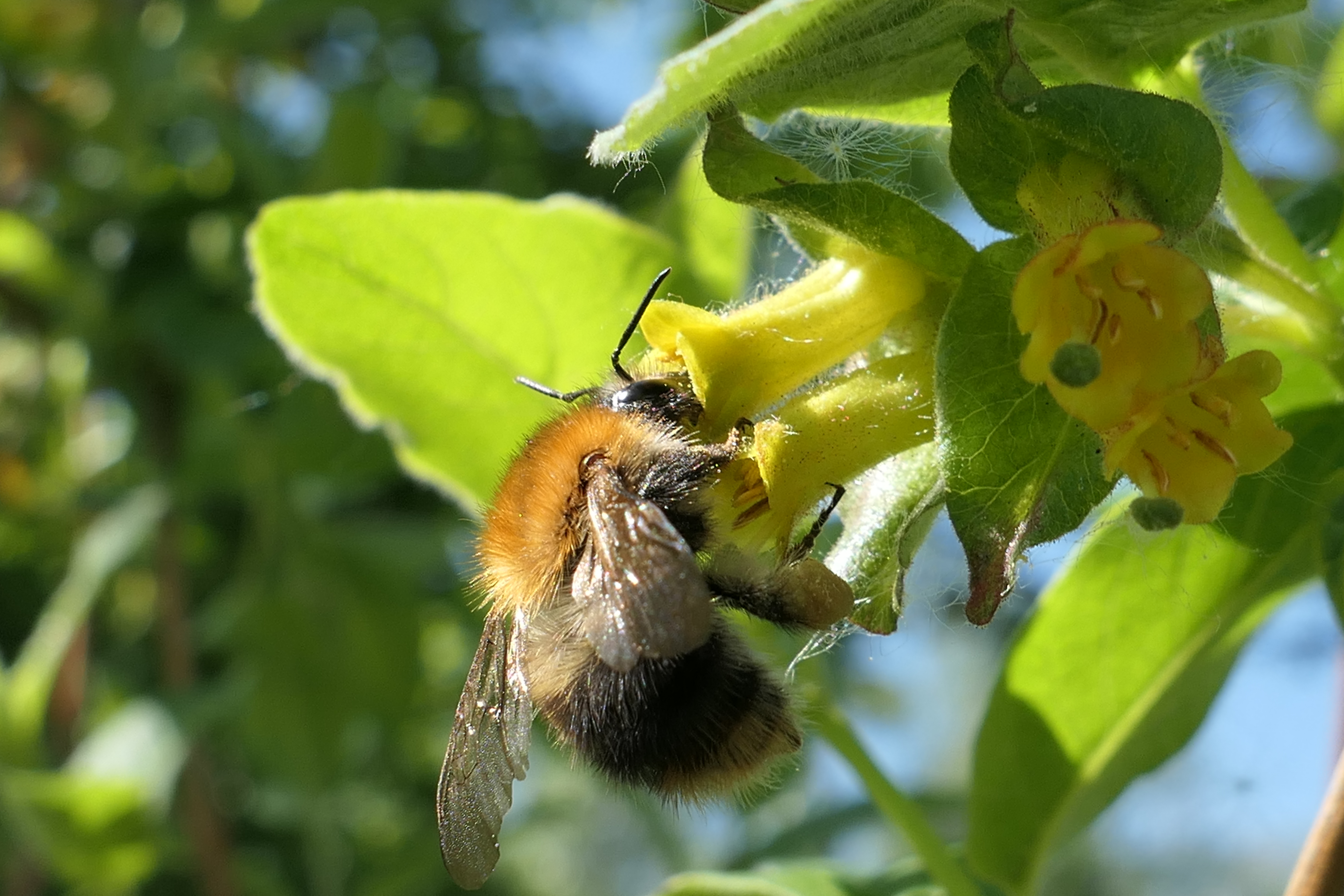
Nahrung für Hummeln (in einem Garten in Norddeutschland)

## Ökologischer Wert
- Die Blüten sind über viele Wochen im Jahr eine wichtige Nektarquelle für Kolibris, Schmetterlinge (im deutschsprachigen Raum mindestens 8 Arten[8]), Hummeln und andere Wildbienen wie die Pelzbienen.
- Die Früchte werden von Bären und kleinen Säugetieren, Wildvögeln, darunter Wachteln (Callipepla) und Moorhühnern sowie Singvögeln wie Drosseln gefressen.[7]
- Die Blätter und junge Triebe werden von Elchen, Wapitis und anderen Hirscharten sowie Bergziegen gefressen, allerdings mit verhaltener Begehrlichkeit. Die Blätter dienen auch für diverse Insektenarten insbesondere als Raupennahrung. In ihrem natürlichen Verbreitungsgebiet ist die Kalifornische Heckenkirsche die bevorzugte Raupenfutterpflanze für den gefährdeten Edelfalter Euphydryas gillettii[9], im deutschsprachigen Raum legen mindestens 27 Schmetterlingsarten ihre Eier daran als Raupenfutterpflanze ab.[8]

## Gärtnerischer Wert
In Informationen der Pflanzenbranche wird die Kalifornische Heckenkirsche übereinstimmend als robuster, anspruchsloser und sehr dekorativer Strauch beschrieben, der auf allen mäßig trockenen bis feuchten, schwach sauren bis alkalischen Untergründen gedeiht. Er wächst in vollsonnigen Lagen ebenso wie an schattigen oder meeresnahen Standorten und eignet sich auch zur Unterpflanzung in den Schattenbereichen großer Gehölze. Er ist als winterhart bis −34 °C (bis Klimazone 4) eingestuft. Er ist schnittverträglich und zeigt ein gutes Ausschlagsvermögen. Als aufrecht und locker wachsender Strauch mit in der Jugendphase vasenförmigem, mit zunehmendem Alter bogig überhängendem Wuchs eignet er sich als Solitärgehölz ebenso wie für Gruppenpflanzungen. Sein hoher dekorativer Wert ergibt sich insbesondere daraus, dass beständig über viele Wochen immer neue Blüten erscheinen und gleichzeitig schwarze glänzende Zwillingsbeeren mit ihren purpurroten Hüllblättern nachreifen.
Die Kalifornische Heckenkirsche gilt als wertvolles Nähr- und Schutzgehölz für Insekten und Vögel, als Pioniergehölz und kann den klimawandeltoleranten Gehölzen zugerechnet werden. Sie ist stadtklimafest und unempfindlich gegen Luftverschmutzung. Für den deutschsprachigen Raum gilt sie als Neophyt mit geringem Invasivitätspotenzial, z. B. in Bayern wird sie häufig in Flurbereinigungshecken gepflanzt und wurde dabei als nur selten verwildernd beobachtet.

## Verwendungen

### Indigene Verwendung
Amerikanische Ureinwohner wie die Quileute, die Kwakwaka'wakw und die Haida nutzten die Pflanze auf verschiedene Weise. Aus den Beeren wurden Schwarzpigmente und Haarfärbemittel gewonnen, aus Rinde, Beeren und Blättern wurden Umschläge und Tees hergestellt. Die Rinde wurde zusammen mit Weidenrinde zum Weben von Kleidung verwendet.

### Verwendungen im Landschaftsschutz und in der Landschaftsgestaltung
Die Kalifornische Heckenkirsche wird aufgrund ihrer Robustheit und Unempfindlichkeit gegenüber Luftverschmutzung in ihrem gesamten natürlichen Verbreitungsgebiet häufig bei der Renaturierung eingesetzt, insbesondere in Uferzonen zur Stabilisierung von Flussufern.
Außerhalb ihres natürlichen Verbreitungsgebietes wird sie beispielsweise in Bayern häufig bei der Anlage von Hecken als Nähr- und Schutzgehölz für Insekten und Vögel im Rahmen von Flurbereinigungsprojekten gepflanzt und gilt als nur selten verwildernd.

### Biodiversitätsorientierte gärtnerische Verwendung
Kommunen, Umweltbehörden und Naturschutzverbände appellieren immer wieder an Gartenbesitzer, ihre Gärten naturnäher zu gestalten und zu bepflanzen, um sie damit zu kleinen ökologischen Trittsteinen im Siedlungsraum zu entwickeln, die im Verbund mit anderen nahegelegenen Biotopen durchaus eine artenschutzförderliche Wirkung entfalten können. Dabei wird in der Regel der Einsatz heimischer Wildsträucher propagiert, die aber u. a. mit ihrem Erscheinungsbild (Dornenbesatz, Habitus, Wuchsstärke) bei drei von fünf soziokulturellen Gärtnertypen auf wenig bis keine Akzeptanz stoßen.
Die Kalifornische Heckenkirsche ist ein Strauch, der seinen ökologischen Wert kombiniert mit einem attraktiven Erscheinungsbild und einer gärtnerischen Pflegeleichtigkeit. Er ist bislang im deutschsprachigen Raum für den gärtnerischen Einsatz in privaten und öffentlichen Gärten sehr wenig bekannt und eingesetzt und hat damit zusätzlich den Charakter des Außergewöhnlichen. Mit diesen Eigenschaften kann er allen fünf soziokulturellen Gärtnertypen gerecht werden. Zusammen mit einigen weiteren Pflanzenarten mit ähnlichen Eigenschaftsprofilen wie z. B. der Amerikanischen Weigelie und dem Sieben-Söhne-des-Himmels-Strauch besteht damit die Chance, mit einer entsprechend angepassten Kommunikation die bisherige Akzeptanzbarriere und Stagnation bei den Bemühungen zu insektenfreundlicherer Gartengestaltung zu überwinden.